# Nikolaj Orlov
Nikolaj Orlov (in russo Николай Орлов?; fl. XX secolo) è stato un lottatore russo, specializzato nella lotta greco-romana.

## Palmarès

### Olimpiadi
- Argento a Londra 1908 nei pesi leggeri.